# Méthode sandwich
 (juin 2025).
Le contenu est difficilement compréhensible vu les erreurs de traduction, qui sont peut-être dues à l'utilisation d'un logiciel de traduction automatique.

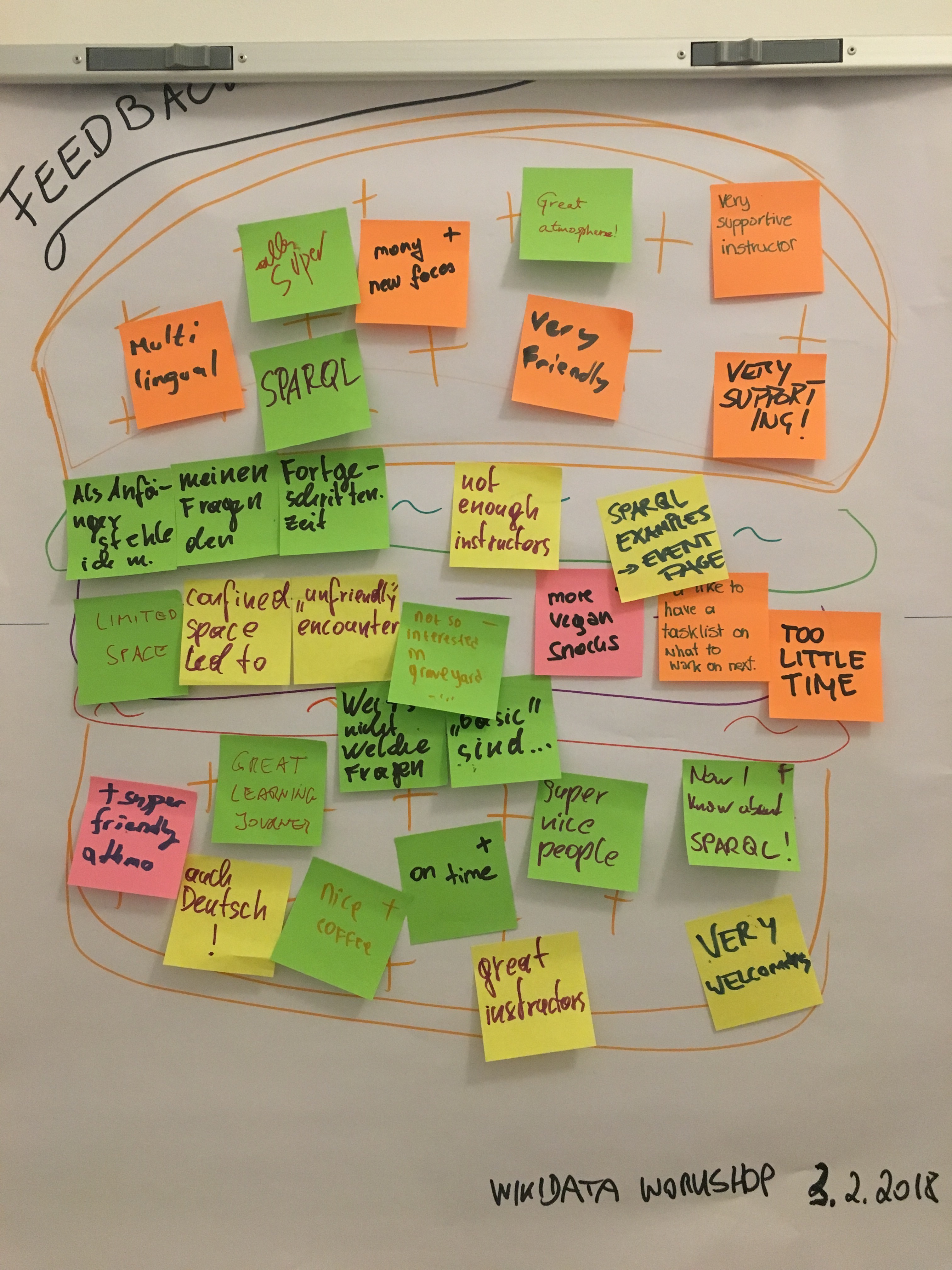
Un diagramme affichant des retours sur un atelier en forme de sandwich. Un arrière-plan avec des signes + pour les évaluations positives ; un arrière-plan avec des signes ~ et - pour les évaluations négatives.

La méthode sandwich ou critique en sandwich (en anglais Feedback Sandwich) est une technique rhétorique pour formuler une critique de manière à ce qu'elle soit acceptée par la personne critiquée.
Elle tire son nom de la métaphore d'un sandwich car elle se compose de trois parties :
1. Louange de l'interlocuteur
2. Expression de ce que l'orateur n'apprécie pas chez la personne
3. Nouvelle louange de l'interlocuteur

Cette technique se popularise dans les années 1980 grâce à Mary Kay Ash, la fondatrice de Mary Kay Cosmetics, qui conseille aux responsables d'encadrer toute remarque critique par des couches de louanges. La rétroaction en sandwich est recommandée aux entraîneurs sportifs, aux gestionnaires de services de santé, aux éducateurs en ligne et au personnel de vente.
L'intention du feedback sandwich est de réduire la défensive et l'inconfort, d'améliorer la communication utile et de rendre l'apport mieux toléré par la personne recevant le coaching,,. Il vise également à préserver l'estime de soi de la personne critiquée afin d'accroître sa réceptivité. Cependant, le résultat peut être tout le contraire de l'intention. Le comportement consistant à louer avant de critiquer peut être interprété comme un manque de sincérité ou comme purement instrumental, impliquant un manque d'authenticité ou de confiance, ce qui mène à son appellation familière de sandwich de merde.
La confusion, et donc un effet contre-productif sur la productivité, peut survenir car la personne critiquée risque de mal interpréter la rétroaction,.

## Mécanisme
Une citation directe d'Aubrey Daniels dans son livre, Oops!: 13 Management Practices that Waste Time and Money : 
L'un des moyens les plus simples d'encourager la réceptivité est de faire précéder votre critique d'une déclaration positive sur les performances professionnelles ou le caractère de la personne. Une fois que vous avez renforcé son ego, annoncez la mauvaise nouvelle. Assurez-vous qu'elle a reçu le message et qu'elle sait comment corriger la situation. Puis terminez la conversation par une affirmation.
Le raisonnement possède une validité apparente, c'est-à-dire qu'il semble intuitivement fonctionner, mais peu de recherches empiriques prouvent qu'il est plus efficace pour corriger le comportement qu'une approche directe ou d'autres séquences de rétroaction.
Une étude employant des méthodes d'expérimentation rigoureuses et de contrebalancement constate que la séquence de rétroaction « positif–correctif–positif » n'est pas la plus efficace. Au lieu de cela, on découvre que la séquence « correctif–positif–positif » est la plus efficace, tandis que la séquence « positif–positif–correctif » est la moins efficace pour fournir une rétroaction lorsque le moment de la rétroaction est contrôlé.
Dans une autre expérience de laboratoire contrôlée, les étudiants recevant une rétroaction en sandwich – qui comprend des déclarations positives générales avant et après des conseils constructifs – se préparent plus minutieusement pour les tâches mathématiques ultérieures et obtiennent des résultats significativement meilleurs que ceux qui ne reçoivent aucune rétroaction ou seulement une rétroaction corrective.

## Critique
Le receveur peut se sentir très confus car le conseil constructif est éclipsé par ceux du début (effet de primauté) ou ceux de la fin (effet de récence). C'est-à-dire que les gens sont plus susceptibles de se souvenir de la première et de la dernière chose d'un bloc d'information. Ils pourraient ne pas reconnaître et se remémorer la partie la plus importante de la rétroaction, et par conséquent, l'intention initiale de conseiller n'est pas atteinte.
Avec le temps, l'employé peut anticiper la rétroaction négative chaque fois que les superviseurs le félicitent. De tels cas se produisent parce que la technique du sandwich s'apprend par conditionnement classique. Par ce biais, la crédibilité du donneur de conseils diminue, et par conséquent, l'efficacité de toute rétroaction positive ou constructive s'amenuise,.
Le haut et le bas du sandwich peuvent induire une auto-évaluation encore plus inexacte du receveur. Étant donné l'effet Dunning-Kruger, les gens ont un tel biais cognitif à surestimer leur performance ; souligner leurs aspects positifs pourrait gonfler leur estime de soi ou leur auto-efficacité, démolissant l'effet de renforcement de ce comportement positif.
La raison essentielle de l'inefficacité du sandwichage n'est pas la transmission de la rétroaction négative elle-même, mais plutôt la manière dont le superviseur transmet ces messages. Baron observe qu'aucune colère ni tension n'est générée si la personne reçoit une critique constructive (une rétroaction spécifique et prévenante qui ne suggère pas que la mauvaise performance résulte d'attributions internes négatives telles que la stupidité ou la paresse de la personne) par rapport à une critique destructive,. C'est-à-dire que si la rétroaction est authentique et qu'elle est transmise de manière sincère, le résultat est plus susceptible d'être favorable.

## Alternatives
Aubrey Daniels (2001) indique que « Toujours être positif » est le pire conseil que vous puissiez donner ou recevoir », lorsqu'il s'agit de corriger la conduite des travailleurs. La sincérité et la franchise sont la clé d'une communication efficace. Dans l'article de Bressler, Von Bergen et Campbell, ils fournissent une ligne directrice en 9 étapes pour une correction adéquate :
1. Planifier la discussion, si possible.
2. Séparer les aspects positifs et négatifs.
3. Planifier la discipline de manière à ce qu'elle ne soit ni trop précoce ni trop tardive.
4. Se concentrer sur le problème concernant le comportement de l'employé.
5. Relier le problème comportemental à son impact sur l'entreprise.
6. Énoncer les conséquences si le comportement ne s'améliore pas.
7. Identifier le changement comportemental approprié et requis attendu par le superviseur.
8. Demander comment le responsable peut aider le travailleur.
9. Exprimer sa confiance dans la capacité de l'employé à s'améliorer.

Beaucoup d'autres[Qui ?] ont fourni un cadre ou une ligne directrice alternative pour la critique constructive,. Et pour ceux qui préconisent l'utilisation d'un sandwich de compliments, nous pouvons voir qu'ils recommandent la technique en insistant sur la qualité de l'analyse et de la critique. Des déclarations telles que « soyez précis sur le comportement que vous voulez que l'employé change » doivent être bien synchronisées, bien ciblées et bien formulées, et surtout, doivent refléter des préoccupations réelles.